# 德义大楼
德义大楼（英語：Denis Apartments），位于上海南京西路、石门二路口，同孚大楼的斜对面，是上海较早设单身宿舍的公寓大楼。建筑建于1930年，由英商克明洋行（英語：Cumine &Milne）设计。1994年，德义大楼入选第二批上海市优秀历史建筑。

## 历史

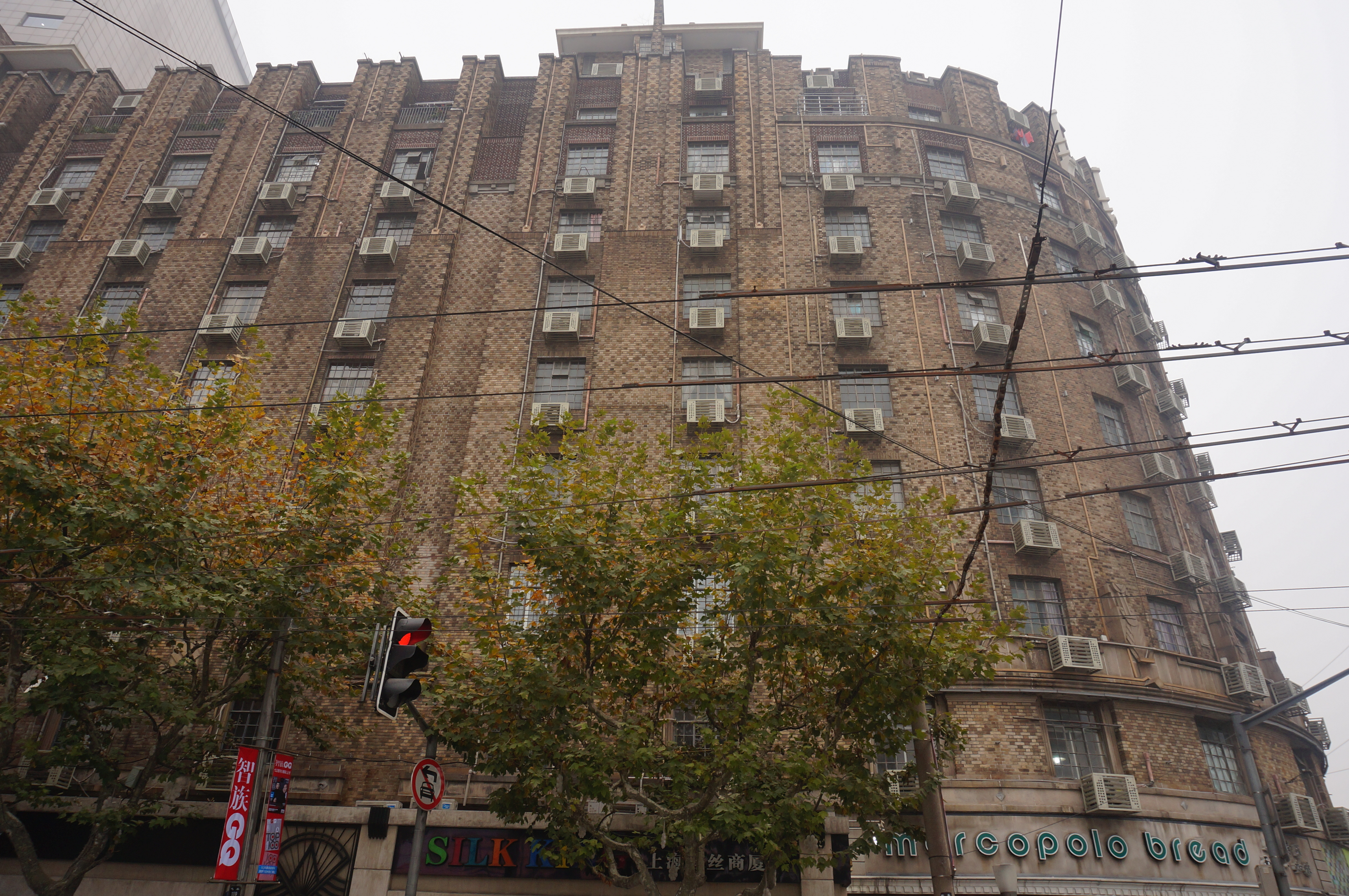
德义大楼面向南京西路的一面

德义大楼由程贻泽（Denis Chen）投资建造。1927年，程贻泽建立优游体育会，并决定出资设立以自己名字命名的「台尼斯杯」足球赛，邀请中国各地的侨民，驻军以及香港、马来西亚等地的球队参加比赛，预计将有十余只球队，三百余人参赛。为解决有关人员的住宿问题，他决定在卡德路、静安寺路路口兴建大楼。大楼以他自己的名字命名为Denis Apartments，其中文译名德义大楼也有「德高义重」之意。大楼由英商克明洋行（Cumine &Milne，即後來的甘銘建築師事務所）设计，康益洋行承建。1931年后，由于程家破产，大楼被卖给中国银行。中国银行对大楼内部结构进行了调整，并作为职工住宅宿舍使用。中华人民共和国建国后，该建筑归上海市政府所有，但相当一部分银行职工及家属仍居住于此。1994年，大楼被列为第二批上海市优秀历史建筑。

## 建筑特色
德义大楼共10层，高39.7米，建筑面积11774平方米，为钢筋混凝土结构，设有三部电梯及取暖设施。大楼为装饰艺术派建筑，走廊铺有马赛克，主立面（东南立面、东北立面和西立面）构成弧形，由21.0cm*6.5cm*1.7cm的褐色高岭土耐火砖铺设，这也是上海最早使用这种立面的建筑之一；次要立面（北立面）材质为拉毛水泥。通过色彩略有差异的面砖的组合，活跃了立面的整体氛围。转角处两层窗口上有一花岗岩带饰，其上原先有四座立雕人像，1966年在文化大革命中被砸毁。建筑上部窗间墙及顶层窗口略微凹进，从而使大楼的立面竖线条构图更加的突出。为了充分利用地皮，大楼采用了周边型的布局，即把这些沿街建造的公寓的底层租给商店使用，以获得很多的租金。
现在，大楼的底层租户有全家便利店和马哥孛罗面包店等。